# Sovrani d'Arenberg

Stemma della Casata di Arenberg

Elenco dei sovrani che governarono l'Arenberg e provengono dall'omonima famiglia, tutt'oggi esistente.

## Burgravi di Colonia, Signori e Conti di Arenberg
- 1032 Ulrico, Burgravio di Colonia
- 1061-1074 Franco I
- 1082-1135 Arnoldo
- 1106-1135 Franco II
- 1136-1159 Enrico I
- 1159-1166/67 Gerardo
- 1166/67-1197 Enrico II di Arberg
- Eberardo di Arberch
- Enrico III
- Giovanni con Giovanna di Jülich, ottiene nel 1279 il Burgraviato di Colonia
- Matilde, dal 1299 con il marito Engelberto II de la Marca.

## Conti di Arenberg
- 1299-1328 Engelberto II de la Marca
- 1328-1387 Eberardo I, signore di Arenberg
- 1387-1454 Eberardo II de la Marck-Arenberg
- 1454-1480 Giovanni de la Marck-Arenberg
- 1480-1496 Eberardo III de la Marca-Arenberg
- 1496-???? Roberto I de la Marck-Arenberg
- ????-1536 Roberto II de la Marck-Arenberg
- 1536-1541 Roberto III de la Marck-Arenberg
  - la Contea viene ereditata da Margherita (1541-1596), sorella di Roberto III, che dal 1547 governerà il territorio con il marito, il Conte Giovanni di Ligne
- 1541-1547 Margherita de la Marck-Arenberg (1527-1599)
- 1547-1568 Giovanni di Ligne, dal 1549 Conte dell'Impero di Arenberg
- 1568-1616 Carlo d'Arenberg, figlio di Giovanni di Ligne, assume il cognome della madre (dal 1576 Principe del Sacro Romano Impero)

## Principi di Arenberg (1576-1645)
- Carlo (1576-1616)
- Filippo Carlo (1616-1640)
- Filippo Francesco (1640-1645)

## Duchi di Arenberg (1645-1810)
- Filippo Francesco (1645-1675)
- Carlo Eugenio (1675-1681)
- Filippo Carlo Francesco (1681-1691)
- Leopoldo Filippo (1691-1754)
- Carlo Maria Raimondo (1754-1778)
- Luigi Engelberto (1778-1803)
- Prospero Luigi (1803-1810)

Ducato diviso tra Hannover e Prussia nel 1810

## Duchi di Arenberg non regnanti (1810-oggi)
- Prospero Luigi (1810-1861)
- Engelberto Augusto (1861-1875)
- Engelberto Maria (1875-1949)
- Engelberto Carlo (1949-1974)
- Eric Engelberto (1974-1992)
- Giovanni Engelberto (1992-2011)
- Leopoldo (2011-oggi), nato nel 1956